# Verklista för Joseph Haydn
Verken är grupperade enligt Hoboken-förteckningen. Hoboken listar också ett stort antal tvivelaktiga och oäkta verk, dessa medtages endast undantagsvis här nedan. För en mer komplett förteckning, se http://www.musiqueorguequebec.ca/catal/haydn/hayfj.html
Förutom Hoboken-förteckningen bygger nedanstående lista också på uppgifter i The New Grove Dictionary of Music and Musicians

## Symfonier och ouvertyrer

### Symfonier
Haydn skrev 106 symfonier. 104 av dessa katalogiserades 1908 av Eusebius Mandyczewski enligt den då gällande kronologin. Under de följande decennierna hittades åtskilliga felaktigheter i hans kronologi (framför allt vad gäller de tidigare symfonierna), men Mandyczewskis numrering var så allmänt använd att när Anthony van Hoboken utarbetade sin katalog valde han att använda de ”gamla” numren (t.ex. kallar han Symfoni nr 34 för Hob.I:34). Dessutom upptäcktes vid den tiden ytterligare två symfonier (som fick bokstavsnamn (Symfoni A och Symfoni B) vilket gör antalet till 106. Därutöver tar Hoboken med två verk som inte kan kallas symfonier (Hob. I.105 och 106)
- Symfoni nr 1 i D-dur (1759)
- Symfoni nr 2 i C-dur (1764)
- Symfoni nr 3 i G-dur (1762)
- Symfoni nr 4 i D-dur (1762)
- Symfoni nr 5 i A-dur (före 1762)
- Symfoni nr 6 i D-dur, Le Matin (Morgonen) (1761?)
- Symfoni nr 7 i C-dur, Le Midi (Dagen) (1761)
- Symfoni nr 8 i G-dur, Le Soir (Kvällen) (1761?)
- Symfoni nr 9 i C-dur (1762)
- Symfoni nr 10 i D-dur (före 1766)
- Symfoni nr 11 i Ess-dur, La Fenêtre (Fönstret)  (före 1769)
- Symfoni nr 12 i E-dur (1763)
- Symfoni nr 13 i D-dur (1763)
- Symfoni nr 14 i A-dur (före 1764)
- Symfoni nr 15 i D-dur (före 1764)
- Symfoni nr 16 i B♭-dur (före 1766)
- Symfoni nr 17 i F-dur (före 1765)
- Symfoni nr 18 i G-dur (före 1766)
- Symfoni nr 19 i D-dur (före 1766)
- Symfoni nr 20 i C-dur (före 1766)
- Symfoni nr 21 i A-dur (1764)
- Symfoni nr 22 i Ess-dur, Filosofen (1764)
- Symfoni nr 23 i G-dur (1764)
- Symfoni nr 24 i D-dur (1764)
- Symfoni nr 25 i C-dur (1766)
- Symfoni nr 26 i d-moll, Lamentatione (1770)
- Symfoni nr 27 i G-dur (före 1766)
- Symfoni nr 28 i A-dur (1765)
- Symfoni nr 29 i E-dur (1765)
- Symfoni nr 30 i C-dur, Halleluja (1765)
- Symfoni nr 31 i D-dur, Hornsignal (1765)
- Symfoni nr 32 i C-dur (före 1766)
- Symfoni nr 33 i C-dur (före 1767)
- Symfoni nr 34 i d-moll (före 1767)
- Symfoni nr 35 i B♭-dur (1767)
- Symfoni nr 36 i Ess-dur (före 1769)
- Symfoni nr 37 i C-dur (före 1758)
- Symfoni nr 38 i C-dur, Eko (före 1769)
- Symfoni nr 39 i g-moll (före 1768)
- Symfoni nr 40 i F-dur (1763)
- Symfoni nr 41 i C-dur (före 1770)
- Symfoni nr 42 i D-dur (1771)
- Symfoni nr 43 i Ess-dur, Merkurius (före 1772)
- Symfoni nr 44 i e-moll, Sorgesymfonin (före 1772)
- Symfoni nr 45 i fiss-moll, Avskedssymfonin (1772)
- Symfoni nr 46 i H-dur (1772)
- Symfoni nr 47 i G-dur, Palindrom (1772)
- Symfoni nr 48 i C-dur, Maria Theresia (före 1769)
- Symfoni nr 49 i f-moll, La passione (1768)
- Symfoni nr 50 i C-dur (1773)
- Symfoni nr 51 i B♭-dur (före 1774)
- Symfoni nr 52 i c-moll (före 1774)
- Symfoni nr 53 i D-dur, L'impériale (1778/79) (tre versioner)
- Symfoni nr 54 i G-dur (1774)
- Symfoni nr 55 i Ess-dur, Skolmästaren (1774)
- Symfoni nr 56 i C-dur (1774)
- Symfoni nr 57 i D-dur, Il Triangolo, (Triangeln) (1774)
- Symfoni nr 58 i F-dur (före 1774)
- Symfoni nr 59 i A-dur, Eld (före 1769)
- Symfoni nr 60 i C-dur, Il distratto (före 1774)
- Symfoni nr 61 i D-dur (1776)
- Symfoni nr 62 i D-dur (före 1781)
- Symfoni nr 63 i C-dur, La Roxelane (före 1781) (fyra versioner)
- Symfoni nr 64 i A-dur, Tempora mutantur (före 1775)
- Symfoni nr 65 i A-dur (före 1778)
- Symfoni nr 66 i B♭-dur (före 1779)
- Symfoni nr 67 i F-dur (före 1779)
- Symfoni nr 68 i B♭-dur (före 1779)
- Symfoni nr 69 i C-dur, Laudon (före 1779)
- Symfoni nr 70 i D-dur (18 december 1779, i samband med byggstarten för operahuset)
- Symfoni nr 71 i B♭-dur (före 1780)
- Symfoni nr 72 i D-dur (mellan 1763 och 1765)
- Symfoni nr 73 i D-dur, La chasse (Jakten) (före 1782)
- Symfoni nr 74 i Ess-dur (före 1781)
- Symfoni nr 75 i D-dur (före 1781)
- Symfoni nr 76 i Ess-dur (1782?)
- Symfoni nr 77 i B♭-dur (1782?)
- Symfoni nr 78 i c-moll (|1782?)
- Symfoni nr 79 i F-dur (före 1784)
- Symfoni nr 80 i d-moll (före 1784)
- Symfoni nr 81 i G-dur (före 1784)
- Parissymfonierna
  - Symfoni nr 82 i C-dur, Björnen (1786)
  - Symfoni nr 83 i g-moll, Hönan (1785)
  - Symfoni nr 84 i Ess-dur, In nomine Domini (1786)
  - Symfoni nr 85 i B♭-dur, Drottningen (1785?)
  - Symfoni nr 86 i D-dur (1786)
  - Symfoni nr 87 i A-dur (1785)
- Symfoni nr 88 i G-dur (1787?)
- Symfoni nr 89 i F-dur (1787)
- Symfoni nr 90 i C-dur (1788)
- Symfoni nr 91 i Ess-dur (1788)
- Symfoni nr 92 i G-dur, Oxford (1789)
- Londonsymfonierna
  - Symfoni nr 93 i D-dur (1791, uruppförd 17 februari 1792)
  - Symfoni nr 94 i G-dur, Pukslaget (1791, uruppförd 23 mars 1792)
  - Symfoni nr 95 i c-moll (1791, uruppförd våren 1791)
  - Symfoni nr 96 i D-dur, Miraklet (1791, uruppförd 11 mars 1791)
  - Symfoni nr 97 i C-dur (1792, uruppförd 3 eller 4 maj 1792)
  - Symfoni nr 98 i B♭-dur (1792, uruppförd 2 mars 1792)
  - Symfoni nr 99 i Ess-dur (1793, uruppförd 10 februari 1794)
  - Symfoni nr 100 i G-dur, Militär (1793/94, uruppförd 31 mars 1794). Finalsatsen även i version för militärorkester
  - Symfoni nr 101 i D-dur, Uret (1793/94, uruppförd 3 mars 1794)
  - Symfoni nr 102 i B♭-dur (1794, uruppförd 2 februari 1795)
  - Symfoni nr 103 i Ess-dur, Pukvirveln (1795, uruppförd 2 mars 1795)
  - Symfoni nr 104 i D-dur, London (1795, uruppförd 13 april 1795)

Hoboken tar också med fyra andra verk i sin "Symfoni"-kategori (Hob.I):
- Hob.I:105 i B♭-dur, mer känd som Sinfonia concertante för violin, cello, oboe och fagott (1792)
- Hob.I:106 i D-dur (ouvertyren till operan Le pescatrici) (1769)
- Hob.I:107 – Symfoni A i B♭-dur (1762)
- Hob.I:108 – Symfoni B i B♭-dur (1765)

### Ouvertyrer
- Hob.Ia:1 – Ouvertyr i C-dur (bearbetning av ouvertyren till L'infedeltà delusa)
- Hob.Ia:2 – Ouvertyr i C-dur (bearbetning av ouvertyren till Il ritorno di Tobia)
- Hob.Ia:3 – Identisk med ouvertyren till L'Anima del Filosofo
- Hob.Ia:4 – Finalsats i D-dur (1782-84?)
- Hob.Ia:5 – Identisk med ouverturen till Acide e Galatea
- Hob.Ia:6 – Ouvertyr i D-dur (bearbetning av ouvertyren till L'incontro improvviso)
- Hob.Ia:7 – Ouvertyr i D-dur (1777)
- Hob.Ia:8 – Identisk med ouvertyren till Philemon und Baucis
- Hob.Ia:9 – Ouvertyr till King Lear (äktheten ifrågasatt)
- Hob.Ia:10 – Identisk med ouvertyren till Lo speziale
- Hob.Ia:11 – Identisk med ett instrumentalavsnitt i La Fedeltà premiata
- Hob.Ia:12 – Ouvertyr i g-moll (äktheten ifrågasatt)
- Hob.Ia:13 – Identisk med ouvertyren till L'isola disabitata
- Hob.Ia:14 – Identisk med ouvertyren till Armida
- Hob.Ia:15 – Ouvertyr i B♭-dur (bearbetning av ouvertyren till La vera costanza)
- Hob.Ia:16 – Identisk med ouvertyren till Orlando paladino

## Divertimenti etc. för större besättningar
- Hob. II:1 – Divertimento i G dur (även i version för flöjtkvartett op 5:4 av tveksam autenticitet)
- Hob. II:2 – Divertimento i G-dur
- Hob. II:3 – Partita i G-dur
- Hob. II:4 – Divertimento i F-dur (förlorat)
- Hob. II:5 – Divertimento i F-dur (förlorat)
- Hob. II:6 – Stråkkvartett i Ess-dur ("op. 1:0")
- Hob. II:7 – Divertimento i C-dur
- Hob. II:8 – Divertimento i D-dur
- Hob. II:9 – Divertimento i G-dur
- Hob. II:10 – Divertimento i D-dur (förlorat)
- Hob. II:11 – Divertimento i C-dur
- Hob. II:12 – Divertimento i B♭-dur (förlorat)
- Hob. II:13 – Divertimento i D-dur (förlorat)
- Hob. II:14 – Divertimento i C-dur
- Hob. II:15 – Divertimento i F-dur
- Hob. II:16 – Divertimento i F-dur
- Hob. II:17 – Divertimento i C-dur
- Hob. II:18 – Divertimento i D-dur (troligen komponerat av Vaňhal)
- Hob. II:19 – Divertimento i G-dur (troligen komponerat av Vaňhal)
- Hob. II:20 – Divertimento i F-dur
- Hob. II:21 – Divertimento i Ess-dur (i version för stråkkvartett publicerat som op. 2:3)
- Hob. II:22 – Divertimento i D-dur (i version för stråkkvartett publicerat som op. 2:5)
- Hob. II:23 – Divertimento i F-dur
- Hob. II:24 – Variationer i Ess-dur
- Hob. II:25 – Notturno nr 1 i C-dur
- Hob. II:26 – Notturno nr 2 i F-dur
- Hob. II:27 – Notturno nr 3 i C-dur
- Hob. II:28 – Notturno nr 4 i F-dur
- Hob. II:29 – Notturno nr 5 i C-dur
- Hob. II:30 – Notturno nr 6 i G-dur
- Hob. II:31 – Notturno nr 7 i C-dur
- Hob. II:32 – Notturno nr 8 i C-dur
- Hob. II:33 – Scherzando nr 1 i F-dur
- Hob. II:34 – Scherzando nr 2 i C-dur
- Hob. II:35 – Scherzando nr 3 i D-dur
- Hob. II:36 – Scherzando nr 4 i G-dur
- Hob. II:37 – Scherzando nr 5 i E-dur
- Hob. II:38 – Scherzando nr 6 i A-dur
- Hob. II:39 – Divertimento i Ess-dur ("Echo", troligen ej autentiskt)
- Hob. II:40 – Sextett i F-dur
- Hob. II:41 – Partita nr 1 i Ess-dur ("Feldparthie". Äktheten ifrågasatt, av Ignace Pleyel?)
- Hob. II:42 – Partita nr 2 i B♭-dur ("Feldparthie". Äktheten ifrågasatt, av Pleyel?)
- Hob. II:43 – Partita nr 3 i B♭-dur ("Feldparthie". Äktheten ifrågasatt, av Pleyel?)
- Hob. II:44 – Partita nr 4 i F-dur ("Feldparthie". Äktheten ifrågasatt, av Pleyel?)
- Hob. II:45 – Partita nr 5 i B♭-dur ("Feldparthie". Äktheten ifrågasatt, av Pleyel?)
- Hob. II:46 – Partita nr 6 i B♭-dur ("Feldparthie". Äktheten ifrågasatt, av Pleyel?)
- Hob. II:47 – Divertimento i C-dur ("Kindersinfonie", ej autentisk. Har även tillskrivits Leopold Mozart men är ett verk av Edmund Angerer)
- Hob. II:D9 - Flöjtkvartett i D-dur (opus 5:1, äktheten ifrågasatt)
- Hob. II:D10 - Flöjtkvartett i D-dur (opus 5:3, äktheten ifrågasatt)
- Hob. II:D11 - Flöjtkvartett i D-dur (opus 5:5, äktheten ifrågasatt)
- Hob. II:D18 - Divertimento i D-dur (äktheten ifrågasatt)
- Hob. II:D22 - Divertimento i D-dur (äktheten ifrågasatt)
- Hob. II:D23 - Divertimento i D-dur (äktheten ifrågasatt)
- Hob. II:G1 - Divertimento i G-dur (även tillskrivet Michael Haydn)
- Hob. II:G4 - Flöjtkvartett i G-dur (opus 5:2, äktheten ifrågasatt)
- Hob. II:G9 - Divertimento i B♭-dur (äktheten ifrågasatt. Finns även i versioner i G-dur och C-dur))

Hoboken listar ytterligare ett stort antal tvivelaktiga och oäkta verk, dessa medtages ej här

## Stråkkvartetter

### Opus 1 (1762–64)[2]
- Hob.III:1 – Nr 1 i B♭-dur, op.1:1
- Hob.III:2 – Nr 2 i E-dur, op.1:2
- Hob.III:3 – Nr 3 i D-dur, op.1:3
- Hob.III:4 – Nr 4 i G-dur, op.1:4
- Hob.III:5 – Nr 4 i Ess-dur, op.1:5 (en variant av Symfoni A, Hob.I:107, äktheten av bearbetningen ifrågasatt)
- Hob.III:6 – Nr 6 i C-dur, op.1:6

### Opus 2 (1763–65)
- Hob.III:7 – Nr 7 i A-dur, op.2:1
- Hob.III:8 – Nr 8 i E-dur, op.2:2
- Hob.III:9 – Kvartett i Ess-dur, op.2:3 (arrangemang av Kassation i Ess-dur, Hob.II:21, äktheten av bearbetningen ifrågasatt)
- Hob.III:10 – Nr 9 i F-dur, op.2:4
- Hob.III:11 – Kvartett i D-dur, op.2:5 (arrangemang av Kassation i D-dur, Hob.II:22, äktheten av bearbetningen ifrågasatt)
- Hob.III:12 – Nr 10 i B♭-dur, op.2:6

### Opus 3 (tveksamma)
Dessa kvartetter anses numera vara skrivna av Roman Hoffstetter.
- Hob.III:13 – Kvartett i E-dur, op.3:1
- Hob.III:14 – Kvartett i C-dur, op.3:2
- Hob.III:15 – Kvartett i G-dur, op.3:3
- Hob.III:16 – Kvartett i B♭-dur, op.3:4
- Hob.III:17 – Kvartett i F-dur, op.3:5 (med den kända serenaden som sats 2. Denna kvartett kan eventuellt vara autentisk)
- Hob.III:18 – Kvartett i A-dur, op.3:6

### Opus 9 (1771)
- Hob.III:22 – Nr 11 i d-moll, op.9:4
- Hob.III:19 – Nr 12 i C-dur, op.9:1
- Hob.III:21 – Nr 13 i G-dur, op.9:3
- Hob.III:20 – Nr 14 i Ess-dur, op.9:2
- Hob.III:23 – Nr 15 i B♭-dur, op.9:5
- Hob.III:24 – Nr 16 i A-dur, op.9:6

### Opus 17 (1771)
- Hob.III:26 – Nr 17 i F-dur, op.17:2
- Hob.III:25 – Nr 18 i E-dur, op.17:1
- Hob.III:28 – Nr 19 i c-moll, op.17:4
- Hob.III:30 – Nr 20 i D-dur, op.17:6
- Hob.III:27 – Nr 21 i Ess-dur, op.17:3
- Hob.III:29 – Nr 22 i G-dur, op.17:5

### Opus 20 (Solkvartetterna) (1772)
- Hob.III:35 – Nr 23 i f-moll, op.20:5
- Hob.III:36 – Nr 24 i A-dur, op.20:6
- Hob.III:32 – Nr 25 i C-dur, op.20:2
- Hob.III:33 – Nr 26 i g-moll, op.20:3
- Hob.III:34 – Nr 27 i D-dur, op.20:4
- Hob.III:31 – Nr 28 i Ess-dur, op.20:1

### Opus 33 (Ryska kvartetterna) (1781)
Tillägnade storhertig Paul I av Ryssland, därav namnet.
- Hob.III:41 – Nr 29 i G-dur (Hur står det till?), op.33:5
- Hob.III:38 – Nr 30 i Ess-dur (Gubbkvartetten), op.33:2
- Hob.III:37 – Nr 31 i h-moll, op. 33:1
- Hob.III:39 – Nr 32 i C-dur (Fågelkvartetten), op.33:3
- Hob.III:42 – Nr 33 i D-dur, op. 33:6
- Hob.III:40 – Nr 34 i B♭-dur, op. 33:4

### Opus 42 (1785)
- Hob.III:43 – Nr 35 i d-moll, op.42

### Opus 50 (Preussiska kvartetterna) (1787)
Tillägnade kung Fredrik Vilhelm II av Preussen.
- Hob.III:44 – Nr 36 i B♭-dur, op.50:1
- Hob.III:45 – Nr 37 i C-dur, op.50:2
- Hob.III:46 – Nr 38 i Ess-dur, op.50:3
- Hob.III:47 – Nr 39 i fiss-moll, op.50:4
- Hob.III:48 – Nr 40 i F-dur, op.50:5
- Hob.III:49 – Nr 41 i D-dur (Grodkvartetten), op.50:6

### Opus 51 (1787)
- Hob.III:50–56 – Jesu sju ord på korset, op.51 (transkription av ett orkesterverk)

### Opus 54 & 55 (Tost-kvartetterna I & II) (1788)
De tolv kvartetterna op.54, 55 och 64 är tillägnade violinisten Johann Tost från Wien.
- Hob.III:57 – Nr 42 i C-dur, op.54:2
- Hob.III:58 – Nr 43 i G-dur, op.54:1
- Hob.III:59 – Nr 44 i E-dur, op.54:3
- Hob.III:60 – Nr 45 i A-dur, op.55:1
- Hob.III:61 – Nr 46 i f-moll (Rakkniven), op.55:2
- Hob.III:62 – Nr 47 i B♭-dur, op.55:3

### Opus 64 (Tost-kvartetterna III) (1790)
- Hob.III:65 – Nr 48 i C-dur, op.64:1
- Hob.III:68 – Nr 49 i h-moll, op.64:2
- Hob.III:67 – Nr 50 i B♭-dur, op.64:3
- Hob.III:66 – Nr 51 i G-dur, op.64:4
- Hob.III:64 – Nr 52 i Ess-dur, op.64:6
- Hob.III:63 – Nr 53 i D-dur (Lärkkvartetten), op.64:5

### Opus 71 & 74 (Apponyi-kvartetterna) (1793)
Greve Anton Georg Apponyi, en släkting till Haydns arbetsgivare, betalade 100 dukater för att få dessa kvartetter dedicerade till sig.
- Hob.III:69 – Nr 54 i B♭-dur op.71:1
- Hob.III:70 – Nr 55 i D-dur, op.71:2
- Hob.III:71 – Nr 56 i Ess-dur, op.71:3
- Hob.III:72 – Nr 57 i C-dur, op.74:1
- Hob.III:73 – Nr 58 i F-dur, op.74:2
- Hob.III:74 – Nr 59 i g-moll (Ryttarkvartetten), op.74:3

### Opus 76 (Erdödy-kvartetterna) (1796–97)
I gruppen finns den mest kända av Haydns stråkkvartetter, Kejsarkvartetten, med variationer över "Gott erhalte Franz, den Kaiser", som senare blev den tyska nationalsången.
- Hob.III:75 – Nr 60 i G-dur, op.76:1
- Hob.III:76 – Nr 61 i d-moll (Kvintkvartetten), op.76:2
- Hob.III:77 – Nr 62 i C-dur (Kejsarkvartetten), op.76:3
- Hob.III:78 – Nr 63 i B♭-dur (Soluppgångskvartetten), op.76:4
- Hob.III:79 – Nr 64 i D-dur, op.76:5
- Hob.III:80 – Nr 65 i Ess-dur, op.76:6

### Opus 77 (Lobkowitz-kvartetterna) (1799)
- Hob.III:81 – Nr 66 i G-dur, op.77:1
- Hob.III:82 – Nr 67 i F-dur, op.77:2

### Opus 103 (1803)
- Hob.III:83 –  Nr 68 i d-moll, op.103 (ofullbordad)

## Divertimenti i tre stämmor
- Hob.IV:1 – Divertimento för 2 flöjter och cello i C-dur (Flöjttrio nr 1) (1794)
- Hob.IV:2 – Divertimento för 2 flöjter och cello i G-dur (Flöjttrio nr 2) (1794)
- Hob.IV:3 – Divertimento för 2 flöjter och cello i G-dur (Flöjttrio nr 3) (1794)
- Hob.IV:4 – Divertimento för 2 flöjter och cello i G-dur (Flöjttrio nr 4) (1794)
- Hob.IV:5 – Divertimento för valthorn, violin och cello i Ess-dur (1767)
- Hob.IV:6 – Divertimento för violin I (eller flöjt), violin II och cello i D-dur, op.100:1 (1784)
- Hob.IV:7 – Divertimento för violin I (eller flöjt), violin II och cello i G-dur, op.100:2 (1784)
- Hob.IV:8 – Divertimento för violin I (eller flöjt), violin II och cello i C-dur, op.100:3 (1784)
- Hob.IV:9 – Divertimento för violin I (eller flöjt), violin II och cello i G-dur, op.100:4 (1784)
- Hob.IV:10 – Divertimento för violin I (eller flöjt), violin II och cello i D-dur, op.100:5 (1784)
- Hob.IV:11 – Divertimento för violin I (eller flöjt), violin II och cello i A-dur, op.100:6 (1784)

## Stråktrior
- Hob.V:1 – Stråktrio för 2 violiner och cello i E-dur (1767)
- Hob.V:2 – Stråktrio för 2 violiner och cello i F-dur (1767)
- Hob.V:3 – Stråktrio för 2 violiner och cello i b-moll (1767)
- Hob.V:4 – Stråktrio för 2 violiner och cello i Ess-dur (1767)
- Hob.V:5 – Stråktrio för 2 violiner och cello i B♭-dur (1765?) (förlorad)
- Hob.V:6 – Stråktrio för 2 violiner och cello i Ess-dur (1765?)
- Hob.V:6bis – Stråktrio för 2 violiner och cello i Ess-dur (1765?) (identisk med Hob.V:6 men med annan ordningsföljd mellan satserna)
- Hob.V:7 – Stråktrio för 2 violiner och cello i A-dur (1766)
- Hob.V:8 – Stråktrio för violin, viola och cello i B♭-dur (1765)
- Hob.V:9 – Stråktrio för 2 violiner och cello i Ess-dur (1765?) (förlorad)
- Hob.V:10 – Stråktrio för 2 violiner och cello i Ess-dur (1767)
- Hob.V:11 – Stråktrio för 2 violiner och cello i Ess-dur (1765)
- Hob.V:12 – Stråktrio för 2 violiner och cello i E-dur (1767)
- Hob.V:13 – Stråktrio för 2 violiner och cello i B♭-dur (1765?)
- Hob.V:14 – Stråktrio för 2 violiner och cello i h-moll (1767?) (förlorad)
- Hob.V:15 – Stråktrio för 2 violiner och cello i D-dur (1762)
- Hob.V:16 – Stråktrio för 2 violiner och cello i C-dur (Eisenstädter Trio nr 5) (1766)
- Hob.V:17 – Stråktrio för 2 violiner och cello i Ess-dur (1766)
- Hob.V:18 – Stråktrio för 2 violiner och cello i B♭-dur (1765)
- Hob.V:19 – Stråktrio för 2 violiner och cello i E-dur (1765) (ev skriven av Michael Haydn)
- Hob.V:20 – Stråktrio för 2 violiner och cello i G-dur (1766)
- Hob.V:21 – Stråktrio för 2 violiner och cello i D-dur (1768)

Eventuellt autentiska verk är HV V:D1, D3, F1, G1, G3, G4, A2, A3, B1. Övriga verk listade i HV är troligen eller säkerligen ej autentiska 

## Duor
- Hob.VI:1 – Duo för violin och viola i F-dur (1777?)
- Hob.VI:2 – Duo för violin och viola i A-dur (1777?)
- Hob.VI:3 – Duo för violin och viola i B♭-dur (1777?)
- Hob.VI:4 – Duo för violin och viola i D-dur (1777?)
- Hob.VI:5 – Duo för violin och viola i Ess-dur (1777?)
- Hob.VI:6 – Duo för violin och viola i C-dur (1777?)

## Konserter för olika instrument

### Violinkonserter
- Hob.VIIa:1 – Violinkonsert i C-dur (före 1765)
- Hob.VIIa:2 – Violinkonsert i D-dur (1765) (försvunnen)
- Hob.VIIa:3 – Violinkonsert i A-dur (Melker-konserten) (före 1770)
- Hob.VIIa:4 – Violinkonsert i G-dur (1769)

### Cellokonserter
- Hob.VIIb:1 – Cellokonsert nr 1 i C-dur (1780?)
- Hob.VIIb:2 – Cellokonsert nr 2 i D-dur (1783)
- Hob.VIIb:3 – Cellokonsert nr 3 i C-dur (1780?) (försvunnen)

### Kontrabaskonsert
- Hob.VIIc:1 – Kontrabaskonsert i D-dur (försvunnen)

### Hornkonserter
- Hob.VIId:1 – Hornkonsert i D-dur (1765) (försvunnen)
- Hob.VIId:2 – Konsert för två horn i Ess-dur (försvunnen)
- Hob.VIId:3 – Hornkonsert nr 1 i D-dur (1762)
- Hob.VIId:4 – Hornkonsert nr 2 i D-dur (1781) (äktheten osäker, har även tillskrivits Michael Haydn)

### Trumpetkonsert
- Hob.VIIe:1 – Trumpetkonsert i Ess-dur (Concerto per il Clarino) (1796)

### Flöjtkonsert
- Hob.VIIf:1 – Flöjtkonsert i D-dur (före 1780?) (försvunnen)

### Konserter för vevlira
Skrivna på uppdrag av kung Ferdinand IV av Neapel (1751–1825)
- Hob.VIIh:1 – Konsert för två vevliror nr 1 i C-dur (1786)
- Hob.VIIh:2 – Konsert för två vevliror nr 2 i G-dur (1786)
- Hob.VIIh:3 – Konsert för två vevliror nr 3 i G-dur (1786)
- Hob.VIIh:4 – Konsert för två vevliror nr 4 i F-dur (1786)
- Hob.VIIh:5 – Konsert för två vevliror nr 5 i F-dur (1786)

### Konserter av tvivelaktig autenticitet (urval)
- Hob.VIIb:4 – Cellokonsert nr 4 i D-dur (1772) (äktheten starkt ifrågasatt)
- Hob.VIIb:5 – Cellokonsert nr 5 i C-dur (ca 1769) (trolig förfalskning av Carl Popper)
- Hob.VIIf:D1 – Flöjtkonsert i D dur (av Leopold Hofmann)
- Hob.VIIg:C1 – Oboekonsert i C dur (av stilistiska skäl knappast autentisk)
- Hob. -  – Konsert för två horn i Ess dur (även tillskriven Antonio Rosetti och Franz Krommer. Ej identisk med Hob.VIId:2)
- Hob. -  – Tre konserter för 1 och 2 klarinetter (inspelade av Dieter Klöcker men troligen förfalskningar)

## Marscher
- Hob.VIII:1 – Marsch i Ess-dur (1795) "Derbyshire March". Även i pianoversion
- Hob.VIII:2 – Marsch i C-dur (1795) "Derbyshire March". Även i pianoversion
- Hob.VIII:3 – Marsch i Ess-dur (1792). Två versioner
- Hob.VIII:4 – Marsch i Ess-dur (1802) "Hungarischer National-Marsch"
- Hob.VIII:5 – Marsch i C-dur
- Hob.VIII:6 – Marsch i Ess-dur (1780-tal?)
- Hob.VIII:7 – Marsch i Ess-dur (1792?). Endast bevarad i fragment
- Hob.VIII:- – Marsch i G-dur (före 1772) "Marche regimento de Marshall"

## Danser
- Hob.IX:1 – 12 menuetter för orkester (före 1760?)
- Hob.IX:2 – 6 menuetter för orkester (före 1766). Förlorade
- Hob.IX:3 – 12 menuetter för orkester (före 1767). Endast bevarade i pianoversion
- Hob.IX:4 – 12 menuetter för orkester (före 1766) (äktheten ifrågasatt)
- Hob.IX:5 – 6 menuetter för orkester (1776)
- Hob.IX:6 – 12 menuetter för orkester (äktheten ifrågasatt)
- Hob.IX:7 – 14 menuetter för orkester (1784?)
- Hob.IX:8 – 12 menuetter för orkester (1785?). Endast bevarade i pianoversion
- Hob.IX:9 – 6 tyska danser för orkester (1785?)
- Hob.IX:10 – 12 tyska danser för orkester (äktheten ifrågasatt)
- Hob.IX:11 – 12 menuetter för orkester (1792). Även i pianoversion
- Hob.IX:12 – 12 tyska danser för orkester (1792). Även i pianoversion
- Hob.IX:13 – 12 menuetter för piano (äktheten ifrågasatt)
- Hob.IX:14 – 13 menuetter för orkester (äktheten ifrågasatt)
- Hob.IX:15 – 6 menuetter för orkester (äktheten ifrågasatt)
- Hob.IX:16 – 24 menuetter för orkester (1790-tal)
- Hob.IX:17 – 17 tyskla danser för orkester. Förlorade
- Hob.IX:18 – 13 menuetter för orkester. Förlorade
- Hob.IX:19 – 13 menuetter för två violiner och bas (äktheten ifrågasatt)
- Hob.IX:20 – 18 menuetter för piano (äktheten ifrågasatt)
- Hob.IX:21 – 12 menuetter för piano (äktheten ifrågasatt)
- Hob.IX:22 – 10 tyska danser för piano (äktheten ifrågasatt)
- Hob.IX:23 – 12(?) menuetter för orkester (ca 1770?). Endast en av menuetterna bevarad
- Hob.IX:24 – Menuett för två violiner och bas (äktheten ifrågasatt)
- Hob.IX:25 – Menuett för orkester. Ej av Haydn utan av Dittersdorf
- Hob.IX:26 – Menuett för piano i Fiss-dur. Ej av Haydn utan av Kirnberger
- Hob.IX:27 – Menuett för orkester "Ochsenmenuett" (äktheten ifrågasatt)
- Hob.IX:28 – 8 zingarese för piano (äktheten ifrågasatt)
- Hob.IX:29 – 5 kontradanser och en kadrilj för piano (äktheten ifrågasatt)
- Hob.IX:30 – Angläs för piano (äktheten ifrågasatt)

## Divertimenti medbaryton
- Hob.X:1 – Divertimento i D-dur (1775)
- Hob.X:2 – Divertimento i D-dur (1775?)
- Hob.X:3 – Divertimento i a-moll (1775)
- Hob.X:4 – Divertimento i G-dur (1775?)
- Hob.X:5 – Divertimento i G-dur (1775)
- Hob.X:6 – Divertimento i A-dur (1775?)
- Hob.X:7 – Divertimento i D-dur (ej bevarat)
- Hob.X:8 – Divertimento i G-dur (ej bevarat)
- Hob.X:9 – Divertimento i D-dur (ej bevarat)
- Hob.X:10 – Divertimento i D-dur (1767-68?)
- Hob.X:11 – Divertimento i D-dur (ej bevarat i originalversion)
- Hob.X:12 – Divertimento i G-dur (1775?)

## Trios medbaryton
för baryton, viola och violoncell där ej annat anges
- Hob.XI:1 – Trio i A-dur
- Hob.XI:2 – Trio i A-dur (två versioner)
- Hob.XI:3 – Trio i A-dur
- Hob.XI:4 – Trio i A-dur
- Hob.XI:5 – Trio i A-dur (två versioner)
- Hob.XI:6 – Trio i A-dur
- Hob.XI:7 – Trio i A-dur
- Hob.XI:8 – Trio i A-dur
- Hob.XI:9 – Trio i A-dur
- Hob.XI:10 – Trio i A-dur
- Hob.XI:11 – Trio i D-dur
- Hob.XI:12 – Trio i A-dur
- Hob.XI:13 – Trio i A-dur
- Hob.XI:14 – Trio i D-dur
- Hob.XI:15 – Trio i A-dur
- Hob.XI:16 – Trio i A-dur
- Hob.XI:17 – Trio i D-dur
- Hob.XI:18 – Trio i A-dur
- Hob.XI:19 – Trio i A-dur (ej bevarad)
- Hob.XI:20 – Trio i D-dur
- Hob.XI:21 – Trio i A-dur
- Hob.XI:22 – Trio i A-dur
- Hob.XI:23 – Trio i D-dur (ej bevarad)
- Hob.XI:24 – Trio i D-dur
- Hob.XI:25 – Trio i A-dur
- Hob.XI:26 – Trio i G-dur
- Hob.XI:27 – Trio i D-dur
- Hob.XI:28 – Trio i D-dur
- Hob.XI:29 – Trio i A-dur
- Hob.XI:30 – Trio i G-dur
- Hob.XI:31 – Trio i D-dur
- Hob.XI:32 – Trio i G-dur
- Hob.XI:33 – Trio i A-dur
- Hob.XI:34 – Trio i D-dur
- Hob.XI:35 – Trio i A-dur
- Hob.XI:36 – Trio i D-dur
- Hob.XI:37 – Trio i G-dur
- Hob.XI:38 – Trio i A-dur
- Hob.XI:39 – Trio i D-dur
- Hob.XI:40 – Trio i D-dur
- Hob.XI:41 – Trio i D-dur
- Hob.XI:42 – Trio i D-dur
- Hob.XI:43 – Trio i D-dur
- Hob.XI:44 – Trio i D-dur
- Hob.XI:45 – Trio i D-dur
- Hob.XI:46 – Trio i A-dur
- Hob.XI:47 – Trio i G-dur
- Hob.XI:48 – Trio i D-dur
- Hob.XI:49 – Trio i G-dur
- Hob.XI:50 – Trio i D-dur
- Hob.XI:51 – Trio i D-dur
- Hob.XI:52 – Trio i d-moll
- Hob.XI:53 – Trio i G-dur
- Hob.XI:54 – Trio i D-dur
- Hob.XI:55 – Trio i G-dur
- Hob.XI:56 – Trio i D-dur
- Hob.XI:57 – Trio i A-dur
- Hob.XI:58 – Trio i D-dur
- Hob.XI:59 – Trio i G-dur
- Hob.XI:60 – Trio i A-dur
- Hob.XI:61 – Trio i D-dur
- Hob.XI:62 – Trio i G-dur
- Hob.XI:63 – Trio i D-dur
- Hob.XI:64 – Trio i D-dur
- Hob.XI:65 – Trio i G-dur
- Hob.XI:66 – Trio i A-dur
- Hob.XI:67 – Trio i G-dur
- Hob.XI:68 – Trio i A-dur
- Hob.XI:69 – Trio i D-dur
- Hob.XI:70 – Trio i G-dur
- Hob.XI:71 – Trio i A-dur
- Hob.XI:72 – Trio i D-dur
- Hob.XI:73 – Trio i G-dur
- Hob.XI:74 – Trio i D-dur
- Hob.XI:75 – Trio i A-dur
- Hob.XI:76 – Trio i C-dur
- Hob.XI:77 – Trio i G-dur
- Hob.XI:78 – Trio i D-dur
- Hob.XI:79 – Trio i D-dur
- Hob.XI:80 – Trio i G-dur
- Hob.XI:81 – Trio i D-dur
- Hob.XI:82 – Trio i C-dur
- Hob.XI:83 – Trio i F-dur
- Hob.XI:84 – Trio i G-dur
- Hob.XI:85 – Trio i D-dur
- Hob.XI:86 – Trio i A-dur
- Hob.XI:87 – Trio i a-moll
- Hob.XI:88 – Trio i A-dur
- Hob.XI:89 – Trio i G-dur (för baryton, violin och violoncell)
- Hob.XI:90 – Trio i C-dur (för baryton, violin och violoncell)
- Hob.XI:91 – Trio i D-dur (för baryton, violin och violoncell)
- Hob.XI:92 – Trio i G-dur
- Hob.XI:93 – Trio i C-dur
- Hob.XI:94 – Trio i A-dur
- Hob.XI:95 – Trio i D-dur
- Hob.XI:96 – Trio i h-moll
- Hob.XI:97 – Trio i D-dur
- Hob.XI:98 – Trio i D-dur
- Hob.XI:99 – Trio i G-dur (ej bevarad)
- Hob.XI:100– Trio i F-dur
- Hob.XI:101 – Trio i C-dur
- Hob.XI:102 – Trio i G-dur
- Hob.XI:103 – Trio i A-dur
- Hob.XI:104 – Trio i D-dur
- Hob.XI:105 – Trio i G-dur
- Hob.XI:106 – Trio i D-dur
- Hob.XI:107 – Trio i D-dur
- Hob.XI:108 – Trio i A-dur
- Hob.XI:109 – Trio i C-dur
- Hob.XI:110 – Trio i C-dur
- Hob.XI:111 – Trio i G-dur
- Hob.XI:112 – Trio i D-dur
- Hob.XI:113 – Trio i D-dur
- Hob.XI:114 – Trio i D-dur
- Hob.XI:115 – Trio i D-dur
- Hob.XI:116 – Trio i G-dur
- Hob.XI:117 – Trio i F-dur
- Hob.XI:118 – Trio i D-dur
- Hob.XI:119 – Trio i G-dur (ofullständigt bevarad)
- Hob.XI:120 – Trio i D-dur
- Hob.XI:121 – Trio i A-dur
- Hob.XI:122 – Trio i A-dur
- Hob.XI:123 – Trio i G-dur
- Hob.XI:124 – Trio i G-dur
- Hob.XI:125 – Trio i G-dur
- Hob.XI:126 – Trio i C-dur
- Hob.XI:D1 – Trio i A-dur (äktheten ifrågasatt men troligen autentisk)

## Duos medbaryton
- Hob.XII:1 – Duo i A-dur
- Hob.XII:3 – Duo i D-dur
- Hob.XII:4 – Duo i G-dur
- Hob.XII:5 – Duo i D-dur
- Hob.XII:19 – Kassation i A-dur

HV listar totalt 25 verk, övriga är förlorade eller endast fragmentariskt bevarade

## Konserter förbaryton
HV listar 3 verk men inget av dessa finns bevarat

## Divertimenti med klaver
- Hob.XIV:1 – Divertimento i Ess-dur
- Hob.XIV:2 – Divertimento i F-dur (ej bevarat i originalversion)
- Hob.XIV:3 – Divertimento i C-dur
- Hob.XIV:4 – Divertimento i C-dur
- Hob.XIV:5 – Divertimento i D-dur (se pianosonat nr 28)
- Hob.XIV:6 – Divertimento i G-dur (äktheten ifrågasatt)
- Hob.XIV:7 – Divertimento i C-dur
- Hob.XIV:8 – Divertimento i C-dur
- Hob.XIV:9 – Divertimento i F-dur
- Hob.XIV:10 – Divertimento i C-dur (ofullständigt bevarat)
- Hob.XIV:11 – Divertimento i C-dur
- Hob.XIV:12 – Divertimento i C-dur
- Hob.XIV:13 – Divertimento i G-dur
- Hob.XIV:C1 – Divertimento i C-dur (äktheten ifrågasatt men troligen autentiskt)
- Hob.XIV:C2 – Divertimento i C-dur (äktheten ifrågasatt men troligen autentiskt)

## Pianotrior
- Hob.XV:1 – Pianotrio i g-moll
- Hob.XV:2 – Pianotrio i F-dur
- Hob.XV:3 – Pianotrio i C-dur (äktheten ifrågasatt; troligen av Ignace Pleyel)
- Hob.XV:4 – Pianotrio i F-dur (äktheten ifrågasatt; troligen av Ignace Pleyel)
- Hob.XV:5 – Pianotrio i G-dur
- Hob.XV:6 – Pianotrio i G-dur (äktheten ifrågasatt; bearbetning av pianosonat nr 6)
- Hob.XV:7 – Pianotrio i D-dur
- Hob.XV:8 – Pianotrio i B♭-dur
- Hob.XV:9 – Pianotrio i A-dur
- Hob.XV:10 – Pianotrio i Ess-dur
- Hob.XV:11 – Pianotrio i Ess-dur
- Hob.XV:12 – Pianotrio i e-moll
- Hob.XV:13 – Pianotrio i c-moll
- Hob.XV:14 – Pianotrio i Ass-dur
- Hob.XV:15 – Pianotrio i G-dur (med flöjt i stället för violin)
- Hob.XV:16 – Pianotrio i D-dur (med flöjt i stället för violin)
- Hob.XV:17 – Pianotrio i F-dur (med flöjt eller violin)
- Hob.XV:18 – Pianotrio i A-dur
- Hob.XV:19 – Pianotrio i g-moll
- Hob.XV:20 – Pianotrio i B♭-dur
- Hob.XV:21 – Pianotrio i C-dur
- Hob.XV:22 – Pianotrio i Ess-dur
- Hob.XV:23 – Pianotrio i d-moll
- Hob.XV:24 – Pianotrio i D-dur
- Hob.XV:25 – Pianotrio i G-dur
- Hob.XV:26 – Pianotrio i fiss-moll
- Hob.XV:27 – Pianotrio i C-dur
- Hob.XV:28 – Pianotrio i E-dur
- Hob.XV:29 – Pianotrio i Ess-dur
- Hob.XV:31 – Pianotrio i ess-moll
- Hob.XV:32 – Pianotrio i G-dur
- Hob.XV:33 – Pianotrio i D-dur (ej bevarad)
- Hob.XV:34 – Pianotrio i E-dur
- Hob.XV:35 – Pianotrio i A-dur
- Hob.XV:36 – Pianotrio i Ess-dur
- Hob.XV:37 – Pianotrio i F-dur
- Hob.XV:38 – Pianotrio i B♭-dur
- Hob.XV:39 – Pianotrio i F-dur (troligen ej autentisk)
- Hob.XV:40 - Pianotrio i F-dur
- Hob.XV:41 – Pianotrio i G-dur
- Hob.XV:42 – Pianotrio i D-dur
- Hob.XV:C1 – Pianotrio i C-dur (äktheten ifrågasatt)
- Hob.XV:f1 – Pianotrio i f-moll (äktheten ifrågasatt men troligen autentisk)

## Pianosonater
Numren efter Universal Editions utgåva, som används parallellt med Hobokens numrering
- Hob.XVI:1 – Pianosonat nr 10 i C-dur (äktheten ifrågasatt)
- Hob.XVI:2 – Pianosonat nr 11 i B♭-dur
- Hob.XVI:3 – Pianosonat nr 14 i C-dur
- Hob.XVI:4 – Pianosonat nr 4 i D-dur
- Hob.XVI:5 – Pianosonat nr 8 i A-dur (äktheten ifrågasatt)
- Hob.XVI:6 – Pianosonat nr 13 i G-dur
- Hob.XVI:7 – Pianosonat nr 2 i C-dur
- Hob.XVI:8 – Pianosonat nr 1 i G-dur
- Hob.XVI:9 – Pianosonat nr 3 i F-dur
- Hob.XVI:10 – Pianosonat nr 6 i C-dur
- Hob.XVI:11 – Pianosonat nr 5 i G-dur
- Hob.XVI:12 – Pianosonat nr 12 i A-dur
- Hob.XVI:13 – Pianosonat nr 15 i E-dur
- Hob.XVI:14 – Pianosonat nr 16 i D-dur
- Hob.XVI:15 – Pianosonat i C-dur (troligen ej autentisk)
- Hob.XVI:16 – Pianosonat i Ess dur (äktheten ifrågasatt)
- Hob.XVI:17 – Pianosonat i B♭-dur (troligen ej autentisk. Även tillskriven Schwanenberger)
- Hob.XVI:18 – Pianosonat nr 20 i B♭-dur
- Hob.XVI:19 – Pianosonat nr 30 i D-dur
- Hob.XVI:20 – Pianosonat nr 33 i c-moll
- Hob.XVI:21 – Pianosonat nr 36 i C-dur
- Hob.XVI:22 – Pianosonat nr 37 i E-dur
- Hob.XVI:23 – Pianosonat nr 38 i F-dur
- Hob.XVI:24 – Pianosonat nr 39 i D-dur
- Hob.XVI:25 – Pianosonat nr 40 i Ess-dur
- Hob.XVI:26 – Pianosonat nr 41 i A-dur
- Hob.XVI:27 – Pianosonat nr 42 i G-dur
- Hob.XVI:28 – Pianosonat nr 43 i Ess-dur
- Hob.XVI:29 – Pianosonat nr 44 i F-dur
- Hob.XVI:30 – Pianosonat nr 45 i A-dur
- Hob.XVI:31 – Pianosonat nr 46 i E-dur
- Hob.XVI:32 – Pianosonat nr 47 i h-moll
- Hob.XVI:33 – Pianosonat nr 34 i D-dur
- Hob.XVI:34 – Pianosonat nr 53 i e-moll
- Hob.XVI:35 – Pianosonat nr 48 i C-dur
- Hob.XVI:36 – Pianosonat nr 49 i ciss-moll
- Hob.XVI:37 – Pianosonat nr 50 i D-dur
- Hob.XVI:38 – Pianosonat nr 51 i Ess-dur
- Hob.XVI:39 – Pianosonat nr 52 i G-dur
- Hob.XVI:40 – Pianosonat nr 54 i G-dur
- Hob.XVI:41 – Pianosonat nr 55 i B♭-dur
- Hob.XVI:42 – Pianosonat nr 56 i D-dur
- Hob.XVI:43 – Pianosonat nr 35 i Ass-dur
- Hob.XVI:44 – Pianosonat nr 32 i g-moll
- Hob.XVI:45 – Pianosonat nr 29 i Ess-dur
- Hob.XVI:46 – Pianosonat nr 31 i Ass-dur (äktheten ifrågasatt)
- Hob.XVI:47 – Pianosonat nr 57 i F-dur
- Hob.XVI:47b – Pianosonat nr 19 i e-moll (tidig version av Hob.XVI:47)
- Hob.XVI:48 – Pianosonat nr 58 i C-dur
- Hob.XVI:49 – Pianosonat nr 59 i Ess-dur
- Hob.XVI:50 – Pianosonat nr 60 i C-dur
- Hob.XVI:51 – Pianosonat nr 61 i D-dur
- Hob.XVI:52 – Pianosonat nr 62 i Ess-dur
- Hob.XVI:G1 – Pianosonat nr 4 i G-dur
- Hob.XVI:Es2 – Pianosonat nr 17 i Ess dur (äktheten ifrågasatt)
- Hob.XVI:Es3 – Pianosonat nr 18 i Ess dur (äktheten ifrågasatt)
- Hob.XVII:D1 – Pianosonat nr 7 i D-dur (äktheten ifrågasatt. Av Hoboken felaktigt klassad som pianostycke)
- Hob.XIV:5 – Pianosonat nr 28 i D-dur (ofullständigt bevarad. Av Hoboken felaktigt klassad som divertimento)
- Hob.XVI:2a-e,g-h – 7 sonater i d-moll, A-dur, H-dur, B♭-dur, e-moll, C-dur och A-dur (förlorade. En inspelning av sex av sonaterna (med Paul Badura-Skoda) finns, men de inspelade verken är med största sannolikhet förfalskningar)

## Pianostycken
- Hob.XVII:1 – Capriccio i G-dur (1765) ("Acht Sauschneider müssen sein")
- Hob.XVII:2 – Variationer i A-dur (1765?)
- Hob.XVII:3 – Variationer i Ess-dur (1770-74)
- Hob.XVII:4 – Fantasi i C-dur (1789) ("Capriccio")
- Hob.XVII:5 – Variationer i C-dur (1790?)
- Hob.XVII:6 – Variationer i f-moll (1793) ("Un piccolo divertimento")
- Hob.XVII:7 – Variationer i D-dur (1750-55?)
- Hob.XVII:8 – Variationer i D-dur (äktheten irågasatt)
- Hob.XVII:9 – Adagio i F-dur (1786?)
- Hob.XVII:10 – Allegretto i G-dur (bearbetning av ett stycke för mekanisk orgel, äktheten av bearbetningen ifrågasatt)
- Hob.XVII:11 – Andante i C-dur (äktheten ifrågasatt)
- Hob.XVII:12 – Variationer i B♭-dur (troligen ej autentiska)
- Hob.XVII: - – Variationer i G-dur (1797-99) (över "Gott erhalte Franz den Kaiser")
- Hob.XVIIa:1 – Divertimento i F-dur för piano 4 händer (1768-70?) ("Il maestro e lo scolare")

Ett antal tvivelaktiga och oäkta pianostycken medtages ej här

## Pianokonserter
Vissa av verken snarast tänkta för orgel eller cembalo
- Hob.XVIII:1 – Orgelkonsert i C-dur (1756?)
- Hob.XVIII:2 – Pianokonsert i D-dur
- Hob.XVIII:3 – Pianokonsert i F-dur (1766?)
- Hob.XVIII:4 – Pianokonsert i G-dur (1768-70?)
- Hob.XVIII:5 – Pianokonsert i C-dur (äktheten ifrågasatt men troligen autentisk)
- Hob.XVIII:6 – Konsert för violin och cembalo i F-dur (före 1766)
- Hob.XVIII:7 – Pianokonsert i F-dur (äktheten ifrågasatt)
- Hob.XVIII:8 – Pianokonsert i C-dur (äktheten ifrågasatt men troligen autentisk)
- Hob.XVIII:9 – Pianokonsert i G-dur (äktheten ifrågasatt)
- Hob.XVIII:10 – Pianokonsert i C-dur (äktheten ifrågasatt men troligen autentisk)
- Hob.XVIII:11 – Pianokonsert i D-dur (1784?)
- Hob.XVIII:F2 – Pianokonsert i F-dur (äktheten ifrågasatt men troligen autentisk)

## Stycken för mekanisk orgel
- Hob.XIX:1 – Allegretto i F-dur (1796?, äktheten ifrågasatt)
- Hob.XIX:2 – Vivace i F-dur (1796?, äktheten ifrågasatt)
- Hob.XIX:3 – Andantino i F-dur (1796?, äktheten ifrågasatt)
- Hob.XIX:4 – Andante cantabile i C-dur (1796?, troligen ej autentiskt)
- Hob.XIX:5 – Menuett i F-dur (1796?, äktheten ifrågasatt)
- Hob.XIX:6 – Vivace i F-dur (1796?, äktheten ifrågasatt)
- Hob.XIX:7 – Menuett i C-dur (1792, äktheten ifrågasatt)
- Hob.XIX:8 – Menuett i C-dur (1792, äktheten ifrågasatt)
- Hob.XIX:9 – Menuett i C-dur (1789?)
- Hob.XIX:10 – Andante i C-dur (1789?)
- Hob.XIX:11 – Allegretto i C-dur (1789?)
- Hob.XIX:12 – Andante i C-dur (1789?)
- Hob.XIX:13 – Vivace i C-dur (1789?)
- Hob.XIX:14 – Menuett i C-dur (1789?)
- Hob.XIX:15 – Allegro i C-dur (1789?)
- Hob.XIX:16 – Fuga i C-dur (1789)
- Hob.XIX:17 – Allegro i C-dur (1789?)
- Hob.XIX:18 – Presto i C-dur (1789?)
- Hob.XIX:19 – Andante i C-dur (1792, äktheten ifrågasatt)
- Hob.XIX:20 – Menuett i C-dur (1792, äktheten ifrågasatt)
- Hob.XIX:21 – Allegretto i C-dur (1792, äktheten ifrågasatt)
- Hob.XIX:22 – Allegro i C-dur (1792, troligen ej autentiskt)
- Hob.XIX:23 – Vivace i C-dur (1792, troligen ej autentiskt)
- Hob.XIX:24 – Presto i C-dur (1792, äktheten ifrågasatt)
- Hob.XIX:25 – Marsch i D-dur (1793, äktheten ifrågasatt)
- Hob.XIX:26 – Andante och allegro i E-dur (1793, troligen ej autentiskt)
- Hob.XIX:27 – Allegretto i G-dur (1793?)
- Hob.XIX:28 – Allegro i C-dur (1793)
- Hob.XIX:29 – Menuett i C-dur (1793)
- Hob.XIX:30 – Presto i G-dur (1793?)
- Hob.XIX:31 – Presto i C-dur (1789?)
- Hob.XIX:32 – Allegro i F-dur (1793?)

## Die sieben Worte och Stabat mater
- Hob.XXa:1 – Jesu sju ord på korset (instrumentalversion, 1786)
- Hob.XXa:2 – Jesu sju ord på korset (vokalversion, 1796)
- Hob.XXb – Stabat mater (1767)

## Oratorier
- Hob.XXI:1 – Il ritorno di Tobia (1775, reviderat 1784)
- Hob.XXI:2 – Skapelsen (Die Schöpfung) (1796–98)
- Hob.XXI:3 – Årstiderna (Die Jahreszeiten) (1801)

## Mässor
- Hob.XXII:1 – Missa brevis nr 1 i F-dur (1749?)
- Hob.XXII:2 – Missa brevis i d-moll (1768) ("Sunt bona mixta malis", ofullständigt bevarad)
- Hob.XXII:3 – Missa brevis i G-dur ("Rorate coeli desuper", förlorad. En mässa av tvivelaktig äkthet i G-dur finns bevarad, men osäkert om identisk med denna)
- Hob.XXII:4 – Mässa nr 2 i Ess-dur (1768-69?) ("Sancti Josephi" eller "Stora orgelsolomässan")
- Hob.XXII:5 – Mässa nr 3 i C-dur (1766) ("Ceciliamässan")
- Hob.XXII:6 – Mässa nr 4 i G-dur (1772) ("Nicolaimässan")
- Hob.XXII:7 – Missa brevis nr 5 i B♭-dur (1773-77?) ("Sancti Joannis de Deo" eller "Lilla orgelsolomässan")
- Hob.XXII:8 – Mässa nr 6 i C-dur (1782) ("Missa Cellensis" eller "Mariazellermässan")
- Hob.XXII:9 – Mässa nr 7 i C-dur (1796) ("Pukmässan")
- Hob.XXII:10 – Mässa nr 8 i B♭-dur (1796) ("Heiligmässan")
- Hob.XXII:11 – Mässa nr 9 i d-moll (1798) ("Nelsonmässan" eller "Missa in angustiis")
- Hob.XXII:12 – Mässa nr 10 i B♭-dur (1799) ("Theresiamässan")
- Hob.XXII:13 – Mässa nr 11 i B♭-dur (1801) ("Skapelsemässan")
- Hob.XXII:14 – Mässa nr 12 i B♭-dur (1802) ("Harmonimässan")
- Hob.XXIIb:1 – Libera me i d-moll (1777-90?)

## Övrig kyrkomusik
- Hob.XXIIIa:1 – Motett: Non nobis, Domine (1768?)
- Hob.XXIIIa:2 – Motett: Animae Deo gratae (1761-69?, även tillskriven Michael Haydn)
- Hob.XXIIIa:3 – Offertorium: Eus aeternum attende (1761-69?)
- Hob.XXIIIa:4 – Motett: Quis stella radius (1762?)
- Hob.XXIIIa:5 – Offertorium: Ad aras convolate (troligen ej autentiskt)
- Hob.XXIIIa:6 – Motett: Salus et gloria (troligen av Leopold Hofmann)
- Hob.XXIIIa:7 – Motett: Super flumina Babylonis (troligen av Johann Baptist Vanhal)
- Hob.XXIIIa:8 – Offertorium: Ardentes seraphini (äktheten ifrågasatt)

- Hob.XXIIIb:1 – Salve regina i E-dur (1756?)
- Hob.XXIIIb:2 – Salve regina i g-moll (1771)
- Hob.XXIIIb:3 – Ave regina i A-dur (1750-59?)
- Hob.XXIIIb:4 – Salve regina i Ess-dur (1773?, äktheten ifrågasatt)
- Hob.XXIIIb:5 – Salve regina i G-dur (troligen av Joseph Heyda)
- Hob.XXIIIb:6 – Ave regina i F-dur (äktheten ifrågasatt)

- Hob.XXIIIc:1 – Te Deum i C-dur (1762-63?, även tillskrivet Michael Haydn)
- Hob.XXIIIc:2 – Te Deum i C-dur (1800)
- Hob.XXIIIc:3 – Alleluja i G-dur (1768-69?)
- Hob.XXIIIc:4 – Lauda Sion "Responsoria de venerabili" (1765-69?)
- Hob.XXIIIc:5 – Lauda Sion i C-dur "Hymnus de venerabili" (ca 1750)
- Hob.XXIIIc:6 – Lauda Sion i F-dur (troligen ej autentiskt)

- Hob.XXIIId:1 – Aria: Ein' Magd, ein' Dienerin (1770-75?)
- Hob.XXIIId:2 – Aria: Mutter Gottes, mir erlaube (1775?)
- Hob.XXIIId:3 – Aria: Herst Nachbä (1768-70). Även med texten "Jesu redemptor"
- Hob.XXIIId:G1 – Aria: Ei wer hätt' ihm das Ding gedenkt (1764, även tillskriven Michael Haydn och J. A. Stephan)
- Hob.XXIIId:- – 6 engelska psalmer (1794-95)
- Hob.XXIIId:- – Aria: Maria Jungfrau rein (äktheten ifrågasatt)
- Hob.XXIIId:- – Aria: Ego virtus gratitudo (äktheten ifrågasatt)
- Hob.XXIIId:- – Aria: Was meine matte Brust bekränket (äktheten ifrågasatt)

## Kantater och arior med orkester
- Hob.XXIVa:1 – Kör: Vivan gl'illustro sposi et! (uruppförd 1763) (försvunnen)
- Hob.XXIVa:2 – Kantat för 2 sopraner och kör: Destatevi o miei fidi (1763)
- Hob.XXIVa:3 – Kantat för sopran: Al tuo arrivo felice (1767?) (försvunnen)
- Hob.XXIVa:3a – Kantat: Da qual gioia improvvisa (1764?) (ej fullständigt bevarad)
- Hob.XXIVa:4 – Kantat för sopran och kör: Qual dubbio o(r)mai (1764)
- Hob.XXIVa:5 – Kör: Dei Clementi, bey wieder genesung des Furst(en) Nico: Ester (försvunnen)
- Hob.XXIVa:6 – Kantat för 4 solister: Applausus (1768)
- Hob.XXIVa:7 – Kantat för sopran: Miseri noi, misera Patria (1790)
- Hob.XXIVa:8 – Kör ("Madrigal") för sopran, alt, tenor, bas: The Storm (1792) (även med tysk och italiensk text)
- Hob.XXIVa:9 – Aria för bas: Nor can I think och Kör: Thy Great Endeavours (1794)
- Hob.XXIVa:10 – Kantat: Berenice que fai (1795)
- Hob.XXIVa:11 – Kantat för sopran, alt, tenor: Die Erwählung eines Kapellmeisters (1796) (äktheten ifrågasatt)

- Hob.XXIVb:1 – Aria för sopran: Costretta piangere dolente (1762)
- Hob.XXIVb:2 – Aria för sopran: D'una sposa meschinella (till operan La Frascanata av Giovanni Paisiello) (1777)
- Hob.XXIVb:3 – Recitativ och Aria för sopran: Quando la rosa (till operan L'incognita perseguitata av Pasquale Anfossi) (1779)
- Hob.XXIVb:4 – Aria för sopran: Il cor nel seno balzar mi sento (1780)
- Hob.XXIVb:5 – Aria för bas: Dice benissimo chi si marita (för operan La scuola de' gelosi av Antonio Salieri)
- Hob.XXIVb:6 – Recitativ och Aria för sopran: Mora l'infido / Mi sento nel seno (till operan Il convitato di pietra av Vincenzo Righini) (1781) (offulständigt bevarad, äktheten ifrågasatt)
- Hob.XXIVb:7 – Aria för sopran: Signor, voi sapete (till operan Il matrimonio per inganna av Anfossi) (1785)
- Hob.XXIVb:8 – Aria för sopran: Dica pure chi vuol dire (till operan Il geloso cimento av Anfossi) (1785)
- Hob.XXIVb:9 – Aria för sopran: Sono Alcina e sono ancora (till operan L'Isola di Alcina av Giuseppe Gazzaniga) (1786)
- Hob.XXIVb:10 – Recitativ och Aria för tenor: Ah tu non senti, amico / Qual destra omicida (till operan Ifigenia in Tauride av Tommaso Traetta) (1786)
- Hob.XXIVb:11 – Aria för bas: Un cor sì tenero (till operan Il disertore av Francesco Bianchi) (1787)
- Hob.XXIVb:12 – Aria för sopran: Vada adagio, Signorina (till operan La Quacquera spiritosa av Gugliemelmi) (1787)
- Hob.XXIVb:13 – Aria för sopran: Chi vive amante (till operan Alessandro nell'Indie av Francesco Bianchi) (1787)
- Hob.XXIVb:14 – Aria för tenor: Se tu mi sprezzi, ingrata (till operan I finti eredi av Giuseppe Sarti) (1788)
- Hob.XXIVb:15 – Aria för sopran: Infelice sventurata (till operan I due sopposti conti av Domenico Cimarosa) (1789)
- Hob.XXIVb:16 – Aria för tenor: Da che penso a maritarmi (till operan L'amore artigiano av Florian Leopold Gassmann) (1790)
- Hob.XXIVb:16b – Aria för tenor: Occhietti cari del mio tesoro (till operan L'amore artigiano av Florian Leopold Gassmann) (1790) (ofulständigt bevarad)
- Hob.XXIVb:17 – Aria för sopran: Il meglio mio carattere (till operan L'impressario in angustie av Cimarosa) (1790)
- Hob.XXIVb:18 – Aria för sopran: La moglie quando è buona (till operan Giannina e Bernardone av Cimarosa) (1790)
- Hob.XXIVb:19 – Aria för sopran: La mia pace, oh Dio (till operan L'amore artigiano av Gassmann) (1790)
- Hob.XXIVb:20 – Aria för sopran: Solo e pensoso (text av Francesco Petrarca) (1798)
- Hob.XXIVb:21 – Aria för operan I finti eredi av Giuseppe Sarti (text okänd) (1788) (ofullständigt bevarad)
- Hob.XXIVb:22 – Aria för tenor: Tornate pur mia bella (?)
- Hob.XXIVb:23 – Aria för sopran: Via siate bonino (försvunnen)
- Hob.XXIVb:24 – Aria: Cara deh torna in pace (försvunnen)
- Hob.XXIVb:A1 – Aria: Aure dolci ch'io respiro (ofullständigt bevarad)

## Flerstämmiga sånger med piano
- Hob.XXVa:1 – Duett: Guarda qui, che lo vedrai (1796)
- Hob.XXVa:2 – Duett: Saper vorrei se m'ami (1796)
- Hob.XXVb:1 – Terzett: An den Vetter (1796)
- Hob.XXVb:2 – Terzett: Daphnens einziger Fehler (1796)
- Hob.XXVb:3 – Terzett: Betrachtung des Todes (1796)
- Hob.XXVb:4 – Terzett:  An die Frauen (1796)
- Hob.XXVb:5 – Terzett: Pietà da me (äktheten ifrågasatt)
- Hob.XXVc:1 – Kvartett: Der Augenblick (1796)
- Hob.XXVc:2 – Kvartett: Die Harmonie in der Ehe (1796)
- Hob.XXVc:3 – Kvartett: Alles hat seine Zeit (1796)
- Hob.XXVc:4 – Kvartett: Die Beredsamkeit (1796)
- Hob.XXVc:5 – Kvartett: Der Greis (1796)
- Hob.XXVc:6 – Kvartett: Die Warnung (1796)
- Hob.XXVc:7 – Kvartett: Wider den Übermut (1796)
- Hob.XXVc:8 – Kvartett: Danklied zu Gott (1796)
- Hob.XXVc:9 – Kvartett: Abendlied zu Gott (1796)

## Sånger med piano
- Hob.XXVIa:1 – Das strickende Mädchen (1781)
- Hob.XXVIa:2 – Cupido (1781)
- Hob.XXVIa:3 – Der erste Kuss (1781)
- Hob.XXVIa:4 – Eine sehr gewöhnliche Geschichte (1781)
- Hob.XXVIa:5 – Die Verlassene (1781)
- Hob.XXVIa:6 – Der Gleichsinn (1781)
- Hob.XXVIa:7 – An Iris (1781)
- Hob.XXVIa:8 – An Thyrsis (1781)
- Hob.XXVIa:9 – Trost unglücklicher Liebe (1781)
- Hob.XXVIa:10 – Die Landlust (1781)
- Hob.XXVIa:11 – Liebeslied (1781)
- Hob.XXVIa:12 – Die zu späte Ankunft der Mutter (1781)
- Hob.XXVIa:13 – Jeder meint, der Gegenstand (1781)
- Hob.XXVIa:14 – Lachet nicht, Mädchen (1781)
- Hob.XXVIa:15 – O liebes Mädchen, höre mich (1781)
- Hob.XXVIa:16 – Gegenliebe (1781)
- Hob.XXVIa:17 – Geistliches Lied (1781)
- Hob.XXVIa:18 – Auch die sprödeste der Schönen (1781)
- Hob.XXVIa:19 – O fliess, ja wallend fliess in Zähren (1781)
- Hob.XXVIa:20 – Zufriedenheit (1781)
- Hob.XXVIa:21 – Das Leben ist ein Traum (1781)
- Hob.XXVIa:22 – Lob der Faulheit (1781)
- Hob.XXVIa:23 – Minna (1781)
- Hob.XXVIa:24 – Auf meines Vaters Grab (1781)
- Hob.XXVIa:25 – The Mermaid's Song (1794)
- Hob.XXVIa:26 – Recollection (1794)
- Hob.XXVIa:27 – A Pastoral Song (1794)
- Hob.XXVIa:28 – Despair (1794)
- Hob.XXVIa:29 – Pleasing Pain (1794)
- Hob.XXVIa:30 – Fidelity (1794)
- Hob.XXVIa:31 – Sailor's Song (1795)
- Hob.XXVIa:32 – The Wanderer (1794?)
- Hob.XXVIa:33 – Sympathy (1795)
- Hob.XXVIa:34 – She never told her love (1795)
- Hob.XXVIa:35 – Piercing Eyes (1795)
- Hob.XXVIa:36 – Content	(Transport of pleasure) (1795)
- Hob.XXVIa:36b – Der verdienstvolle Sylvius (1788?)
- Hob.XXVIa:37 – Beim Schmerz, der dieses Herz durchwühlet (1765-75?)
- Hob.XXVIa:38 – Der schlaue und dienstfertige Pudel (1780-87?)
- Hob.XXVIa:39 – Trachten will ich nicht auf Erden (1790)
- Hob.XXVIa:40 – Der Feldzug (förlorad)
- Hob.XXVIa:41 – The Spirit's Song (1795?)
- Hob.XXVIa:42 – O Tuneful Voice (1795?)
- Hob.XXVIa:43 – Das Kaiserlied (1796) (även i version med orkesterackompanjemang). Musiken används som Tysklands nationalsång ("Deutschlandlied")
- Hob.XXVIa:44 – Als einst mit Weibes Schönheit (1796-1800?)
- Hob.XXVIa:45 – Eine kleines Haus (Un tetto umil) (1797?)
- Hob.XXVIa:46 – Antwort auf die Frage eines Mädchens (1803?)
- Hob.XXVIa:47 – Bald wehen uns des Frühlings Lüfte
- Hob.XXVIa:48 – 4 sånger (försvunna)

- Hob.XXVIb:1 – Kantat: Deutschlands Klage auf den Tod des grossen Friedrichs Borussens König (1788) (ofullständigt bevarad, äktheten ifrågasatt)
- Hob.XXVIb:2 – Kantat för sopran: Arianna a Naxos (1790)
- Hob.XXVIb:3 – Kör med sopransolo: Dr. Harington's Compliment (1794)
- Hob.XXVIb:4 – Kantat: The Battle of the Nile (1800)

## Kanon
- Hob.XXVIIa:1 – Du sollst an einen Gott glauben
- Hob.XXVIIa:2 – Du sollst den Namen Gottes nicht eitel nennen
- Hob.XXVIIa:3 – Du sollst Sonn- und Feiertag heiligen
- Hob.XXVIIa:4 – Du sollst Vater und Mutter verehren
- Hob.XXVIIa:5 – Du sollst nicht töten
- Hob.XXVIIa:6 – Du sollst nicht Unkeuschheit treiben
- Hob.XXVIIa:7 – Du sollst nicht stiehlen
- Hob.XXVIIa:8 – Du sollst kein falsch Zeugnis gehen
- Hob.XXVIIa:9 – Du sollst nicht begehren deines Nächsten Weis
- Hob.XXVIIa:10 – Du sollst nicht begehren deines Nächsten Gut
- Hob.XXVIIb:1 – Hilar an Narziss
- Hob.XXVIIb:2 – Auf einem adeligen Dummkopf
- Hob.XXVIIb:3 – Der Schuster bleib bei seinem Leist
- Hob.XXVIIb:4 – Herr von Gänsewitz zu seinem Kammerdiener
- Hob.XXVIIb:5 – An den Marull
- Hob.XXVIIb:6 – Die Mutter an ihr Kind in der Wiege
- Hob.XXVIIb:7 – Der Menschenfreund
- Hob.XXVIIb:8 – Gottes Macht und Vorsehung
- Hob.XXVIIb:9 – An Dorilis
- Hob.XXVIIb:10 – Vixi
- Hob.XXVIIb:11 – Der Kobold
- Hob.XXVIIb:12 – Der Fuchs und der Marder
- Hob.XXVIIb:13 – Abschied
- Hob.XXVIIb:14 – Die Hoffstellungen
- Hob.XXVIIb:15 – Aus Nichts wird Nichts / Nichts gewonnen, nichts verloren
- Hob.XXVIIb:16 – Cacatum non est pictum
- Hob.XXVIIb:17 – Tre cose
- Hob.XXVIIb:18 – Vergebliches Glück
- Hob.XXVIIb:19 – Grabschrift
- Hob.XXVIIb:20 – Das Reitpferd
- Hob.XXVIIb:21 – Tod und Schlaf
- Hob.XXVIIb:22 – An einen Geizigen
- Hob.XXVIIb:23 – Das böse Weib (2 versioner)
- Hob.XXVIIb:24 – Der Verlust
- Hob.XXVIIb:25 – Der Freigeist
- Hob.XXVIIb:26 – Die Liebe der Feinde
- Hob.XXVIIb:27 – Der Furchtsame
- Hob.XXVIIb:28 – Die Gewissheit
- Hob.XXVIIb:29 – Phöbus und sein Sohn
- Hob.XXVIIb:30 – Die Tulipane
- Hob.XXVIIb:31 – Das grösste Gut
- Hob.XXVIIb:32 – Der Hirsch
- Hob.XXVIIb:33 – Überschrift eines Weinhauses
- Hob.XXVIIb:34 – Der Esel und die Dohle
- Hob.XXVIIb:35 – Schalksnarren
- Hob.XXVIIb:36 – Zweierlei Feinde
- Hob.XXVIIb:37 – Der Bäcker und die Maus
- Hob.XXVIIb:38 – Die Flinte und der Hase
- Hob.XXVIIb:39 – Der Nachbar
- Hob.XXVIIb:40 – Liebe zur Kunst
- Hob.XXVIIb:41 – Frag und Antwort zweier Fuhrleute; die Welt
- Hob.XXVIIb:42 – Der Fuchs und der Adler
- Hob.XXVIIb:43 – Wunsch
- Hob.XXVIIb:44 – Gott in Herzen
- Hob.XXVIIb:45 – Turk was a Faithful Dog
- Hob.XXVIIb:46 – Thy voice, o Harmony, is divine
- Hob.XXVIIb:47 – Kanon utan text

## Operor
| Datum            | Titel                               | Hob.      | Genre                | Akter   | Libretto, anmärkningar                                                                                           |
| ---------------- | ----------------------------------- | --------- | -------------------- | ------- | --- |
| 1762 rev 1773–74 | Acide e Galatea                     | XXVIII:1  | Festa teatrale       | 1 akt   | G A Migliavacca. Musiken ofullständigt bevarad                                                                   |
| 1766             | La canterina                        | XXVIII:2  | Intermezzo in musica | 2 akter | |
| 1763?            | La marchesa nespola                 | XXX:1     | Comedia              |         | |
| 1768             | Lo speziale, Apotekaren             | XXVIII:3  | Dramma giocoso       | 3 akter | Carlo Goldoni, reviderad av Carl Friberth? Musiken ofullständigt bevarad                                         |
| 1769             | Le pescatrici                       | XXVIII:4  | Dramma giocoso       | 3 akter | Carlo Goldoni, reviderad av Carl Friberth?                                                                       |
| 1773             | L'infedeltà delusa                  | XXVIII:5  | Burletta per musica  | 2 akter | Marco Coltellini, reviderad av Carl Friberth?                                                                    |
| 1773             | Philemon und Baucis                 | XXIXb:2   | Sångspel             | 1 akt   | G K Pfeffel |
| 1775             | L'incontro improvviso               | XXVIII:6  | Dramma giocoso       | 3 akter | Carl Friberth, efter L H Dancourts La rencontre imprévue                                                         |
| 1777             | Il mondo della luna, Livet på månen | XXVIII:7  | Dramma giocoso       | 3 akter | Carlo Goldoni |
| 1779, rev 1785   | La vera costanza                    | XXVIII:8  | Dramma giocoso       | 3 akter | Francesco Puttini                                                                                                |
| 1779             | L'isola disabitata                  | XXVIII:9  | Azione teatrale      | 2 delar | Pietro Metastasio                                                                                                |
| 1780             | La fedeltà premiata                 | XXVIII:10 | Dramma giocoso       | 3 akter | efter Giambattista's Lorenzis L'infedeltà fedele                                                                 |
| 1782             | Orlando paladino                    | XXVIII:11 | Dramma eroicomico    | 3 akter | Nunziano Porta, baserad på Carlo Francesco Badini's Le pazzie d'Orlando, efter Ludovico Ariostos Orlando furioso |
| 1783             | Armida                              | XXVIII:12 | Dramma eroico        | 3 akter | efter Torquato Tassos Gerusalemme liberata                                                                       |
| 1791             | L'anima del filosofo                | XXVIII:13 | Dramma per musica    | 4 akter | Carlo Francesco Badini                                                                                           |

## Marionettoperor och sångspel
- Hob.XXIXa:1 – Marionettopera: Philemon und Baucis (1773) (försvunnen, se Hob.XXIXb:2)
- Hob.XXIXa:2 – Marionettopera: Hexenschabbas (1773?) (försvunnen)
- Hob.XXIXa:3 – Marionettopera: Dido (1775-76) (försvunnen)
- Hob.XXIXa:4 – Marionettopera?: Opéra comique vom abgebrannten Haus (1773-79) (försvunnen)
- Hob.XXIXa:5 – Marionettopera?: Genovefens vierter Theil (1777) (försvunnen, äktheten ifrågasatt)
- Hob.XXIXb:1a – Sångspel: Der krumme Teufel (1752) (försvunnet)
- Hob.XXIXb:1b – Sångspel: Der neue krumme Teufel (1759) (försvunnet, äktheten ifrågasatt)
- Hob.XXIXb:2 – Sångspel: Philemon und Baucis (1773) (omarbetning av Hob.XXIXa:1)
- Hob.XXIXb:3 – Sångspel: Die bestrafte Rachbegierde (1779) (försvunnet)
- Hob.XXIXb:A – Sångspel: Die Feuerbrunst (1775-78?) (äktheten ifrågasatt)
- Hob.XXIXb:- – Sångspel? Il dottore (1761-65) (förlorat)
- Hob.XXIXb:- – Sångspel? La vedova (1761-65) (förlorat)
- Hob.XXIXb:- – Sångspel? Il scanarello (1761-65) (förlorat)

## Skådespelsmusik
- Hob.XXX:1 – Marchese (La marchesa Nespola) (1763) (ofullständigt bevarad)
- Hob.XXX:2 – Die Feuerbrunst (1775-78) (försvunnen, äktheten ifrågasatt)
- Hob.XXX:3 – Der Zerstreute (1774) (försvunnen, delar av musiken använda som symfoni nr 60)
- Hob.XXX:4 – Fatal amour (1796?)
- Hob.XXX:5 – Alfred, König der Angelsachsen (1796)

## Folkvisearrangemang
Hoboken listar 273 arrangemang av skotska folkvisor (HV XXXIa:1-273), 61 av walesisika och irländska folkvsior (HV XXXIb:1-61) samt 17 andra arrangemang (HV XXXIc:1-17). För en komplett förteckning, se http://www.musiqueorguequebec.ca/catal/haydn/hayfj31.html#H31a
Av de listade verken anses följande inte vara autentiska: HV XXXIa:22b, 52b, 61, 62b, 63b, 81b, 89b, 122b, 190, 197, 203, 224b, 226, 232, 238-240, 247, 251a, 253A, 253B, 254, 257b, 267, 268, 270, 273 (av Sigismund von Neukomm). Av tveksam autenticitet är HV XXXIa:214d, 266, 269, 271.

## Pastischer
- Hob.XXXII:1 – Circe (1789)
- Hob.XXXII:2 – Der Freybrief (1788)
- Hob.XXXII:3 – Alessandro il Grande (1790)
- Hob.XXXII:4 – Der Äpfeldieb (1781) (förlorad)